# 堀越町 (大阪市)
堀越町（ほりこしちょう）は、大阪府大阪市天王寺区にある町名。丁番を持たない単独町名である。

## 地理
天王寺区の南西部に位置し、南と南東に悲田院町、北に大道、東に北河堀町、西に茶臼山町と接している。

## 世帯数と人口
2019年（平成31年）3月31日現在の世帯数と人口は以下の通りである。
| 町丁   | 世帯数  | 人口  |
| ------ | ------- | ----- |
| 堀越町 | 522世帯 | 899人 |

### 人口の変遷
国勢調査による人口の推移。
| 1995年（平成7年）  | 907人   | [ 5 ] |  |
| 2000年（平成12年） | 860人   | [ 6 ] |  |
| 2005年（平成17年） | 1,000人 | [ 7 ] |  |
| 2010年（平成22年） | 1,044人 | [ 8 ] |  |
| 2015年（平成27年） | 878人   | [ 9 ] |  |

### 世帯数の変遷
国勢調査による世帯数の推移。
| 1995年（平成7年）  | 420世帯 | [ 5 ] |  |
| 2000年（平成12年） | 405世帯 | [ 6 ] |  |
| 2005年（平成17年） | 482世帯 | [ 7 ] |  |
| 2010年（平成22年） | 532世帯 | [ 8 ] |  |
| 2015年（平成27年） | 472世帯 | [ 9 ] |  |

## 事業所
2016年（平成28年）現在の経済センサス調査による事業所数と従業員数は以下の通りである。
| 町丁   | 事業所数  | 従業員数 |
| ------ | --------- | -------- |
| 堀越町 | 187事業所 | 2,403人  |

## 交通

### 鉄道
- 大阪市高速電気軌道
  - 谷町線 天王寺駅（所在地は茶臼山町であるが、一部が堀越町に入っている。）

### 道路
- 大阪府道30号大阪和泉泉南線（谷町筋）
- 玉造筋

## 施設
- アイム近畿理容美容専門学校
- 四天王寺庚申堂

## その他

### 日本郵便
- 〒543-0056[3]（集配局：天王寺郵便局[11]）